# Adam Michał Prażmowski
Adam Michał Prażmowski herbu Belina (ur. 1764 w Kośminie, zm. 8 lutego 1836 w Warszawie) – biskup płocki od 1818, wikariusz kapitulny diecezji warszawskiej w latach 1804–1807, prepozyt płockiej kapituły katedralnej w latach 1809–1817, naukowiec, członek Izby Edukacyjnej Księstwa Warszawskiego w 1808 roku, prezydujący w sekcji duchowieństwa rzymskokatolickiego w Komisji Rządowej Wyznań Religijnych i Oświecenia Publicznego w 1830 roku.

## Życiorys
Był synem Franciszka Prażmowskiego h. Belina (1734–1813), kasztelana zakroczymskiego oraz Anny Boskiej z Bożego i Woli Boskiej h. Jasieńczyk – podkomorzanki czerskiej. Kształcił się w Seminarium Św. Krzyża w Warszawie. W 1788 wyjechał do Rzymu, tam zrobił doktorat z teologii i filozofii oraz przyjął święcenia kapłańskie.
W 1799 został wikariuszem generalnym w diecezji warszawskiej, a w okresie od 15 listopada 1804 do 10 grudnia 1807 był wikariuszem kapitulnym.
Po powrocie do Polski brał czynny udział w życiu intelektualnym Warszawy. Działał w Towarzystwie Przyjaciół Nauk w Warszawie, był członkiem Izby Edukacyjnej i Komisji Rządowej Wyznań Religijnych i Oświecenia Publicznego. Pełnił funkcję proboszcza katedry warszawskiej. W 1812 roku przystąpił do Konfederacji Generalnej Królestwa Polskiego.
W 1816 r. został mianowany koadiutorem biskupa płockiego Tomasza Ostaszewskiego, a po jego śmierci mianowany biskupem płockim – 17 marca 1818 roku. Sakrę biskupią przyjął 7 czerwca 1818 roku z rąk Prymasa Polski Franciszka Skarbek-Malczewskiego. 31 lipca 1818 mianowany senatorem Królestwa Kongresowego.
W 1818 roku dokonał reorganizacji diecezji płockiej. Teren jej podzielił na 17 dekanatów i 245 parafii. Na skutek tej reformy przestało istnieć wiele prężnie działających jednostek kościelnych. Jednakże kilka lat później dokonano ponownej reorganizacji.
Wymusił na umierającym prymasie Franciszku Malczewskim większą liczbę skasowanych klasztorów niż przewidywała bulla papieska, co spowodowało kontrakcję papieża.
W 1828 roku był członkiem Sądu Sejmowego, mającego osądzić osoby oskarżone o zdradę stanu.
Zaangażowany w życie publiczne Królestwa Polskiego, mimo pełnienia funkcji biskupa płockiego, na stałe rezydował w Warszawie, a do Płocka tylko dojeżdżał. Był współzałożycielem Towarzystwa Naukowego Płockiego i jego pierwszym prezesem. Był członkiem rzeczywistym Towarzystwa Warszawskiego Przyjaciół Nauk. Jako senator podpisał 25 stycznia 1831 roku akt detronizacji Mikołaja I Romanowa.
Odznaczony Orderem Świętego Stanisława I klasy w 1825 roku.. W 1826 odznaczony Orderem Orła Białego.
Zmarł w Warszawie, w 1836 roku.